# Meidoornspanner
De meidoornspanner (Theria primaria) is een nachtvlinder uit de familie Geometridae, de spanners. 

## Beschrijving
De voorvleugellengte bedraagt tussen de 14 en 17 millimeter bij het mannetje. De middenstip op de voorvleugel is min of meer rond. Over de vleugel loopt een middenband die vooral aan de buitenkant duidelijk door dwarslijnen is afgezet. Het vrouwtje heeft vleugelstompen die ongeveer 60% van de lengte van het achterlijf heeft. Ook bij haar is een middenband op de vleugel te onderscheiden. 
De soort kan gemakkelijk verward worden met de late meidoornspanner.

## Waardplanten
De meidoornspanner heeft meidoorn en sleedoorn als waardplanten. Hij overwintert als pop. De vlinder kent één generatie die vliegt van januari tot maart.

## Voorkomen in Nederland en België
De meidoornspanner is in Nederland en België een zeer zeldzame soort. In Nederland zijn voornamelijk waarnemingen in het oosten van het land, in België in het zuiden. 